# Украинские атаманы
Украинские Атаманы — полупрофессиональная боксёрская команда, выступающая в боксёрской лиге WSB с 2012 года. Украинская федерация бокса создала полупрофессиональную команду для выступления в популярной боксёрской серии начиная с третьего сезона.
Президент клуба — Продивус Владимир Степанович.
Главный тренер в III сезоне — Мельник Михаил Иванович.
Главный тренер в IV сезоне — Соболевский Валентин Иванович.

## Сезон 2016

### Боксёры выступающие за команду
- Первый наилегчайший вес (46—49 кг):
- Наилегчайший вес (50—52 кг):
- Легчайший вес (53—56 кг):
- Лёгкий вес (57—60 кг):
- Первый полусредний вес (61—64 кг):
- Полусредний вес (65—69 кг):
- Средний вес (70—75 кг):
- Полутяжёлый вес (76—81 кг):
- Тяжёлый вес (82—91 кг): Виктор Труш
- Супертяжелый вес (свыше 91 кг): Ростислав Архипенко

### Рейтинговая групповая таблица
| Команда (группа A) | О  | Матчей | Матчей | Матчей | Поединков | Поединков | Поединков | Поединков | Поединков |
| Команда (группа A) | О  | И      | В      | П      | Вс        | В         | П         | TD        | WO        |
| ------------------ | -- | ------ | ------ | ------ | --------- | --------- | --------- | --------- | --------- |
| CUBA DOMADORES     | 16 | 6      | 5      | 1      | 30        | 27        | 3         | 0         | 0         |
| UKRAINE OTAMANS    | 9  | 6      | 3      | 3      | 30        | 14        | 16        | 0         | 0         |
| TÜRKIYE CONQUERORS | 7  | 6      | 2      | 4      | 30        | 10        | 20        | 0         | 0         |
| CHINA DRAGONS      | 7  | 6      | 2      | 4      | 30        | 9         | 21        | 0         | 0         |

### Таблица боёв
| Бой | Дата            | Соперник           | Место боя                      | Счёт            | Дополнительно                        |
| --- | --------------- | ------------------ | ------------------------------ | --------------- | ------------------------------------ |
| 1   | 30 января 2016  | CHINA DRAGONS      | Нокаут Арена, Винница, Украина | Победа (5:0)    | 3 неделя., 2 групповое выступление   |
| 2   | 12 февраля 2016 | TÜRKIYE CONQUERORS | Львов, Украина                 | Победа (4:1)    | 5 неделя., 3 групповое выступление   |
| 3   | 27 февраля 2016 | CUBA DOMADORES     | Харьков, Украина               | Победа (3:2)    | 7 неделя., 4 групповое выступление   |
| 4   | 12 марта 2016   | CHINA DRAGONS      | Санья, КНР                     | Поражение (1:4) | 9 неделя., 5 групповое выступление   |
| 5   | 31 марта 2016   | CUBA DOMADORES     | Гавана, Куба                   | Поражение (0:5) | 1 неделя., 1 групповое выступление   |
| 6   | 2 апреля 2016   | TÜRKIYE CONQUERORS | Стамбул, Турция                | Поражение (1:4) | 11 неделя., 6 групповое выступление  |
| 7   | 21 апреля 2016  | BRITISH LIONHEARTS | Лондон, Великобритания         | Поражение (1:4) | Плей-офф. Четвертьфинал. 1-я встреча |
| 8   | 22 апреля 2016  | BRITISH LIONHEARTS | Лондон, Великобритания         | Поражение (1:4) | Плей-офф. Четвертьфинал. 2-я встреча |
| Бой | Дата            | Соперник           | Место боя                      | Счёт            | Дополнительно                        |

## Сезон 2015

### Боксёры выступающие за команду
- Первый наилегчайший вес (46—49 кг): Денис Козарук, Назар Куротчин, Роман Руденко, Дмитрий Замотаев, Вадим Царенко, Максим Шнякин
- Наилегчайший вес (50—52 кг): Денис Шкарубо, Максим Фатич, Игорь Сопинский
- Легчайший вес (53—56 кг): Николай Буценко, Олег Довгун, Юрий Шестак, Вячеслав Ветошкин, Иван Соловьев
- Лёгкий вес (57—60 кг): Павел Ищенко, Дмитрий Черняк, Мухаммаджон Сирожев
- Первый полусредний вес (61—64 кг): Владимир Матвийчук, Мгер Оганисян
- Полусредний вес (65—69 кг): Богдан Шелестюк, Евгений Барабанов, Сергей Богачук, Ярослав Самофалов
- Средний вес (70—75 кг): Тарас Головащенко, Валерий Харламов, Владислав Войталюк
- Полутяжёлый вес (76—81 кг): Александр Ганзуля, Александр Хижняк, Денис Солоненко
- Тяжёлый вес (82—91 кг): Денис Пояцика, Геворг Манукян, Арсений Азизов, Дмитрий Лисовой
- Супертяжелый вес (свыше 91 кг): Виктор Выхрист, Егор Плевако, Тарас Неудачин, Владислав Сиренко, Игорь Шевадзуцкий

### Рейтинговая групповая таблица
| Команда (группа A)    | О  | Матчей | Матчей | Матчей | Поединков | Поединков | Поединков | Поединков | Поединков |
| Команда (группа A)    | О  | И      | В      | П      | Вс        | В         | П         | TD        | WO        |
| --------------------- | -- | ------ | ------ | ------ | --------- | --------- | --------- | --------- | --------- |
| CUBA DOMADORES        | 42 | 14     | 14     | 0      | 70        | 63        | 7         | 0         | 0         |
| RUSSIA BOXING TEAM    | 32 | 14     | 10     | 4      | 70        | 50        | 20        | 0         | 0         |
| MEXICO GUERREROS      | 28 | 14     | 10     | 4      | 70        | 40        | 30        | 0         | 2         |
| UKRAINE OTAMANS       | 27 | 14     | 8      | 6      | 70        | 35        | 35        | 0         | 0         |
| MOROCCO ATLAS LIONS   | 20 | 14     | 6      | 8      | 70        | 28        | 42        | 0         | 0         |
| CHINA DRAGONS         | 12 | 14     | 3      | 11     | 70        | 23        | 47        | 0         | 0         |
| BRITISH LIONHEARTS    | 12 | 14     | 3      | 11     | 70        | 23        | 47        | 0         | 1         |
| ALGERIA DESSERT HAWKS | 8  | 14     | 2      | 12     | 70        | 18        | 52        | 0         | 2         |

### Таблица боёв
| Бой | Дата            | Соперник              | Место боя                                        | Счёт            | Дополнительно                                                                                                 |
| --- | --------------- | --------------------- | ------------------------------------------------ | --------------- | --- |
| 1   | 16 января 2015  | MEXICO GUERREROS      | АККО Интернешнл, Киев, Украина                   | Победа (4:1)    | 1 групповое выступление                                                                                       |
| 2   | 23 января 2015  | BRITISH LIONHEARTS    | АККО Интернешнл, Киев, Украина                   | Победа (3:2)    | 2 групповое выступление                                                                                       |
| 3   | 30 января 2015  | CHINA DRAGONS         | Mangrovetree Convention Center, Санья, КНР       | Победа (3:2)    | 3 групповое выступление                                                                                       |
| 4   | 6 февраля 2015  | MOROCCO ATLAS LIONS   | Дворец спорта, Киев, Украина                     | Поражение (2:3) | 4 групповое выступление                                                                                       |
| 5   | 13 февраля 2015 | ALGERIA DESSERT HAWKS | Chalane Hocine, Блида, Алжир                     | Победа (3:2)    | 5 групповое выступление                                                                                       |
| 6   | 20 февраля 2015 | RUSSIA BOXING TEAM    | Легкоатлетический манеж ВГАФК, Волгоград, Россия | Поражение (0:5) | 6 групповое выступление                                                                                       |
| 7   | 27 февраля 2015 | CUBA DOMADORES        | Дворец спорта, Киев, Украина                     | Поражение (2:3) | 7 групповое выступление                                                                                       |
| 8   | 7 марта 2015    | MEXICO GUERREROS      | Gimnasio Olimpico, Агуаскальентес, Мексика       | Поражение (0:5) | 8 групповое выступление                                                                                       |
| 9   | 12 марта 2015   | BRITISH LIONHEARTS    | Йорк-холл, Лондон, Великобритания                | Победа (4:1)    | 9 групповое выступление                                                                                       |
| 10  | 20 марта 2015   | CHINA DRAGONS         | Дворец спорта, Киев, Украина                     | Победа (4:1)    | 10 групповое выступление                                                                                      |
| 11  | 27 марта 2015   | MOROCCO ATLAS LIONS   | Hyatt Regency, Касабланка, Марокко               | Поражение (2:3) | 11 групповое выступление                                                                                      |
| 12  | 10 апреля 2015  | ALGERIA DESSERT HAWKS | Дворец спорта, Киев, Украина                     | Победа (5:0)    | 12 групповое выступление                                                                                      |
| 13  | 17 апреля 2015  | RUSSIA BOXING TEAM    | Дворец спорта, Киев, Украина                     | Победа (3:2)    | 13 групповое выступление                                                                                      |
| 14  | 24 апреля 2015  | CUBA DOMADORES        | Ciudad Deportiva, Гавана, Куба                   | Поражение (0:5) | 14 групповое выступление. По итогам отборочных боёв, Атаманы заняли 4-е место в группе и не вышли в плей-офф. |
| Бой | Дата            | Соперник              | Место боя                                        | Счёт            | Дополнительно                                                                                                 |

## Сезон 2013—2014

### Боксёры выступающие за команду
- Первый наилегчайший вес (46—49 кг): Вадим Кудряков (2-2), Роман Руденко (1-0), Хасанбой Дусматов (1-0) Максим Шнякин (0-3)
- Наилегчайший вес (50—52 кг): Ясурбек Латипов (1-0), Денис Шкарубо (1-0), Азат Усеналиев (3-1)
- Легчайший вес (53—56 кг): Арам Авакян (0-1), Николай Буценко (2-2)
- Лёгкий вес (57—60 кг): Павел Ищенко (2-2), Олег Прудкий (2-0)
- Первый полусредний вес (61—64 кг): Денис Беринчик (1-1), Вячеслав Кислицин (0-1), Эвальдас Петраускас (1-1)
- Полусредний вес (65—69 кг): Евгений Барабанов (1-1), Тарас Головащенко (0-1), Денис Лазарев (2-1)
- Средний вес (70—75 кг): Иван Голуб (1-0), Дмитрий Митрофанов (3-1), Александр Стрецкий (1-2)
- Полутяжёлый вес (76—81 кг): Александр Ганзуля (2-2), Александр Хижняк (1-1)
- Тяжёлый вес (82—91 кг): Денис Пояцика (1-0), Сергей Корнеев (3-1)
- Супертяжелый вес (свыше 91 кг): Ростислав Архипенко (0-1), Егор Плевако (2-2), Виктор Выхрист (1-0)

### Рейтинговая групповая таблица
| Команда (группа A)          | О  | Матчей | Матчей | Матчей | Поединков | Поединков | Поединков | Поединков | Поединков |
| Команда (группа A)          | О  | И      | В      | П      | Вс        | В         | П         | TD        | WO        |
| --------------------------- | -- | ------ | ------ | ------ | --------- | --------- | --------- | --------- | --------- |
| Итальянский Гром            | 26 | 10     | 9      | 1      | 50        | 35        | 15        | 0         | 1         |
| Украинские Атаманы          | 25 | 10     | 8      | 2      | 50        | 36        | 14        | 0         | 0         |
| Немецкие Орлы               | 12 | 10     | 3      | 7      | 50        | 24        | 26        | 0         | 0         |
| Американские Нокауты        | 11 | 10     | 4      | 6      | 50        | 23        | 27        | 0         | 5         |
| Аргентинские Кондоры        | 9  | 10     | 3      | 7      | 50        | 17        | 33        | 0         | 2         |
| Алжирские Пустынные Ястребы | 8  | 10     | 3      | 7      | 50        | 15        | 35        | 0         | 2         |

### Таблица боёв
| Бой | Дата            | Соперник                    | Место боя                              | Счёт            | Дополнительно                                                                            |
| --- | --------------- | --------------------------- | -------------------------------------- | --------------- | ---------------------------------------------------------------------------------------- |
| 1   | 16 ноября 2013  | Американские Нокауты        | Дворец Спорта, Киев, Украина           | Победа (4:1)    | 1 групповое выступление                                                                  |
| 2   | 7 декабря 2013  | Аргентинские Кондоры        | ТРЦ Терминал, Бровары, Украина         | Победа (5:0)    | 2 групповое выступление                                                                  |
| 3   | 13 декабря 2013 | Итальянский Гром            | ТРЦ Терминал, Бровары, Украина         | Победа (4:1)    | 3 групповое выступление                                                                  |
| 4   | 11 января 2014  | Алжирские Пустынные Ястребы | Bou Ismail, Типаса, Алжир              | Победа (4:1)    | 4 групповое выступление                                                                  |
| 5   | 17 января 2014  | Американские Нокауты        | Miccosukee Resort, Майами, США         | Победа (3:2)    | 5 групповое выступление                                                                  |
| 6   | 8 февраля 2014  | Аргентинские Кондоры        | Estadio FAB, Буэнос-Айрес, Аргентина   | Поражение (2:3) | 6 групповое выступление                                                                  |
| 7   | 14 февраля 2014 | Немецкие Орлы               | ТРЦ Терминал, Бровары, Украина         | Победа (4:1)    | 7 групповое выступление                                                                  |
| 8   | 22 февраля 2014 | Итальянский Гром            | PalaCossiga, Джела, Италия             | Поражение (0:5) | 8 групповое выступление                                                                  |
| 9   | 28 февраля 2014 | Алжирские Пустынные Ястребы | Дворец Спорта, Киев, Украина           | Победа (5:0)    | 9 групповое выступление. Поединок не состоялся, засчитано техническое поражение Ястребов |
| 10  | 8 марта 2014    | Немецкие Орлы               | MyZeil, Франкфурт-на-Майне, Германия   | Победа (5:0)    | 10 групповое выступление                                                                 |
| 11  | 31 марта 2014   | Russian Boxing Team         | Arena Moscow, Москва, Россия           | Поражение (1:4) | Плей-офф. Четвертьфинал. 1-я встреча                                                     |
| 12  | 4 апреля 2014   | Russian Boxing Team         | Дворец спорта Спартак, Донецк, Украина | Поражение (1:4) | Плей-офф. Четвертьфинал. 2-я встреча. Общий счёт (8:2) в пользу Russian Boxing Team.     |
| Бой | Дата            | Соперник                    | Место боя                              | Счёт            | Дополнительно                                                                            |

## Сезон 2012—2013

### Боксёры выступающие за команду
- Легчайший вес (50—54 кг): Николай Буценко (3-1), Виктор Гоголев, Иван Ильницкий, Александр Рышкан
- Лёгкий вес (57—61 кг): Денис Беринчик, Павел Ищенко (0-1), Вячеслав Кислицин, Василий Ломаченко (6-0), Владимир Матвийчук, Дмитрий Руденко
- Средний вес (67—73 кг): Артур Бутс, Иван Голуб (4-0), Дмитрий Митрофанов (6-1), Александр Стрецкий (1-2), Евгений Барабанов
- Полутяжёлый вес (80—85 кг): Александр Гвоздик (5-0), Сергей Лапин, Денис Пояцика (2-1), Денис Солоненко (0-4)
- Тяжёлый вес (свыше 91 кг): Анатолий Антонюк, Ростислав Архипенко (1-4), Александр Усик (6-0), Виктор Выхрист (1-0), Дмитрий Руденький

### Рейтинговая групповая таблица
| Команда (группа B)        | О  | Матчей | Матчей | Матчей | Поединков | Поединков | Поединков | Поединков | Поединков |
| Команда (группа B)        | О  | И      | В      | П      | Вс        | В         | П         | TD        | WO        |
| ------------------------- | -- | ------ | ------ | ------ | --------- | --------- | --------- | --------- | --------- |
| Астанинские Волки         | 24 | 10     | 8      | 2      | 50        | 34        | 16        | 0         | 0         |
| Итальянский Гром          | 22 | 10     | 7      | 3      | 50        | 30        | 20        | 0         | 0         |
| Британские Львиные Сердца | 16 | 10     | 5      | 5      | 50        | 25        | 25        | 0         | 0         |
| Украинские Атаманы        | 14 | 10     | 5      | 5      | 50        | 26        | 24        | 0         | 0         |
| Немецкие Орлы             | 9  | 10     | 3      | 7      | 50        | 21        | 29        | 0         | 2         |
| Американские Нокауты      | 4  | 10     | 2      | 8      | 50        | 14        | 36        | 0         | 3         |

Перед девятым групповым выступлением, команда Украинские Атаманы из-за проблем с визами не смогла вовремя вылететь в США для встречи с командой Американские Нокауты. Руководство украинской команды сообщило о случившемся в WSB, и инцидент был исчерпан, но 24 февраля, через два дня после несостоявшегося поединка, команде Атаманов было засчитано техническое поражение 0:5, и штраф в размере снятия трёх очков.

### Таблица боёв
| Бой | Дата            | Соперник                  | Место боя                                          | Счёт            | Дополнительно                                                                            |
| --- | --------------- | ------------------------- | -------------------------------------------------- | --------------- | ---------------------------------------------------------------------------------------- |
| 1   | 16 ноября 2012  | Астанинские Волки         | АККО International, Киев, Украина                  | Поражение (2:3) | 1 групповое выступление                                                                  |
| 2   | 23 ноября 2012  | Немецкие Орлы             | Congress Centrum Kuppelsaal, Ганновер, Германия    | Поражение (2:3) | 2 групповое выступление                                                                  |
| 3   | 8 декабря 2012  | Итальянский Гром          | Mediolanum Forum Assago, Милан, Италия             | Поражение (1:4) | 3 групповое выступление                                                                  |
| 4   | 14 декабря 2012 | Американские Нокауты      | ТРЦ Терминал, Бровары, Украина                     | Победа (4:1)    | 4 групповое выступление                                                                  |
| 5   | 11 января 2013  | Британские Львиные Сердца | АККО International, Киев, Украина                  | Победа (4:1)    | 5 групповое выступление                                                                  |
| 6   | 18 января 2013  | Астанинские Волки         | Almaty Sports Palace, Алма-Ата, Казахстан          | Поражение (1:4) | 6 групповое выступление                                                                  |
| 7   | 1 февраля 2013  | Немецкие Орлы             | АККО International, Киев, Украина                  | Победа (5:0)    | 7 групповое выступление                                                                  |
| 8   | 8 февраля 2013  | Итальянский Гром          | ТРЦ Терминал, Бровары, Украина                     | Победа (4:1)    | 8 групповое выступление                                                                  |
| 9   | 21 февраля 2013 | Американские Нокауты      | Yost Theater, США                                  | Поражение (0:5) | 9 групповое выступление. Поединок не состоялся, засчитано техническое поражение Атаманов |
| 10  | 1 марта 2013    | Британские Львиные Сердца | Йорк-холл, Лондон, Великобритания                  | Победа (3:2)    | 10 групповое выступление                                                                 |
| 11  | 22 марта 2013   | Азербайджан. Огни Баку    | Дворец Спорта, Киев, Украина                       | Победа (5:0)    | Плей-офф. Четвертьфинал. 1-я встреча                                                     |
| 12  | 30 марта 2013   | Азербайджан. Огни Баку    | Olympic Sports Center Serhedchi, Баку, Азербайджан | Поражение (1:4) | Плей-офф. Четвертьфинал. 2-я встреча. Общий счёт (6:4) в пользу Атаманов.                |
| 13  | 12 апреля 2013  | Итальянский Гром          | Casino Campione d’Italia Рим, Италия               | Поражение (1:4) | Плей-офф. Полуфинал. 1-я встреча                                                         |
| 14  | 19 апреля 2013  | Итальянский Гром          | Дворец Спорта, Киев, Украина                       | Победа (5:0)    | Плей-офф. Полуфинал. 2-я встреча. Общий счёт (6:4) в пользу Атаманов.                    |
| 15  | 10 мая 2013     | Астанинские Волки         | Saryarka Velodrome, Астана, Казахстан              | Поражение (2:3) | Финал. 1-я встреча.                                                                      |
| 16  | 11 мая 2013     | Астанинские Волки         | Saryarka Velodrome, Астана, Казахстан              | Ничья (3:3)     | Финал. 2-я встреча. Общий счёт 6:5 в пользу Арланс                                       |
| Бой | Дата            | Соперник                  | Место боя                                          | Счёт            | Дополнительно                                                                            |

В решающем поединке второго финального дня в весовой категории свыше 91 кг, боксёр украинской команды Ростислав Архипенко и боксёр казахской команды, Руслан Мырсатаев, по карточкам судей свели поединок в ничью со счётом 48:46, 46:48, 47:47. Но вместо ничьи раздельным решением, которая была зафиксирована на карточках, победу присудили казахскому боксёру, что впоследствии и повлияло на итог финальной встречи.

## Награды
- 2013.  Серебряный кубок чемпионата третьего сезона. (Атаманы официально проиграли в финале казахской команде «Астана Арланс»)[6]